# トライバル級駆逐艦 (2代)
トライバル級駆逐艦（英語: Tribal-class destroyer）は、イギリス海軍の駆逐艦の艦級。巡洋艦の任務を肩代わりできるよう、艦砲を連装化するなど砲熕火力を強化した駆逐艦として、1935年度計画で7隻、36年度計画で9隻が建造された。アメリカ合衆国の軍事研究家ノーマン・フリードマンは本級を「間違いなくもっとも有名で、あるいはもっとも格好の良い英駆逐艦」と評している。

## 来歴

### 砲火力強化の試みと挫折
イギリス海軍は1924-5年度より駆逐艦の建造を再開し、まず改W級駆逐艦をもとに第一次世界大戦の戦訓や新しい技術を盛り込んだプロトタイプとしてアマゾンとアンバスケイドを建造したのち、1927-8年度のA級より量産に移行し、1935-6年度のI級に至るまで、順次に改正を加えつつ79隻が建造された。これらはいずれも、基準排水量1,300トン級で船首楼型・2本煙突の船体に45口径12cm砲（QF 4.7インチ砲Mk.IX）4門を搭載していた。
イギリス国外では、1920年代後半よりフランス海軍のシャカル級（40口径13cm砲5門搭載）や大日本帝国海軍の吹雪型（50口径12.7cm砲6門搭載）など、有力な艦砲を備えた大型駆逐艦の整備が相次いでいた。この趨勢に従い、イギリス海軍でも駆逐艦の砲装強化が検討され、1931年よりC級嚮導艦ケンペンフェルトで50口径13cm砲（QF 5.1インチ砲Mk.I）の搭載試験が行われた。成績次第では1933-4年度のG級への搭載も検討されていたが、駆逐艦上での操砲困難が指摘されて装備化は見送られ、以後も45口径12cm砲の4門装備が踏襲されていくことになった。

### 巡洋艦の検討とV型嚮導艦
一方巡洋艦戦力については、ロンドン海軍軍縮条約による制約の問題が顕在化していた。当時、イギリス海軍の巡洋艦の所要数は70隻、うち45隻はシーレーン防護に充当される計画とされていた。しかしシーレーン防護部隊については、日本海軍などの有力な巡洋艦部隊と交戦する可能性を考慮すると、最低でも10,000トン級の大型艦が必要となり、巡洋艦の保有枠を大きく圧迫していたほか、財政上の負担も懸念された。このため、主隊と連携しての前路哨戒や外周防御については、より小型で安価な艦を充当することが構想され、まず1934年8月、造艦局長（DNC）は、P型（4,500トン、30.75ノット、6インチ単装砲6基および4インチ高角砲4基）からU型（3,500トン、38ノット、6インチ単装砲5基）まで、6つの試案を作成した。
しかしこの検討過程で、このような小型巡洋艦であれば、むしろ日本の特型駆逐艦のように駆逐艦を拡大強化した艦でも十分に肩代わりできることが判明した。この案はU型に続くV型、そして駆逐艦を大型化したという意味で「V型嚮導艦」（V Leader）として検討の俎上に載せられることとなり、1934年10月25日の海軍本部委員会に提出された。委員会でもこの案は支持を集めたことから、1935年2月20日、第一海軍卿は、1935年度でV型嚮導艦7隻を建造することを提案した。これに基づいて建造されたのが本級である。
なお、計画段階では「V型嚮導艦」と称されてはいたものの、実際に駆逐艦小艦隊（Flotilla）の旗艦たる嚮導艦（Flotilla leader）としての任にあたるわけではないことから、艦種・艦級呼称については検討が重ねられた。一度は、後のアメリカ海軍の大型駆逐艦（Destroyer Leader, DL）と同様に「フリゲート」と称することも検討されたものの、この時点では艦種呼称として廃止されていたことから実現しなかった。「巡洋艦駆逐艦」「偵察駆逐艦」「哨戒駆逐艦」「支援駆逐艦」などが検討され、「支援駆逐艦」は好評だったものの、結局、単に「駆逐艦」とされた。ただし従来の英駆逐艦がアルファベットの艦級名を付されていたのに対し、本級では種族名由来の艦名として、艦級名はトライバル級とすることで区別が図られた。

## 設計

### 船体
船型は、従来の駆逐艦と同様に航洋性重視の船首楼型が踏襲された。ただし本級では船首楼が長く、また艦首もクリッパー型とされており、印象は大きく異なるものとなっている。
船殻構造は従来の駆逐艦と同様に横肋骨方式を基本とするが、本級では3～4肋骨ごとに幅の広いウェブフレーム、ウェブビームといった特設肋骨を設け、甲板と外板縦通材の数を増し、船体強度の強化を図っている。船体の隔壁数は14枚である。なお工作方法は従来と同様にリベット接合を主としており、外板の継手も突き合わせではなく重ね継手とされた。

### 機関
機関構成はF級以来の方式がおおむね踏襲されたが、艦型拡大に対応して、出力は44,000馬力に強化された。ボイラーはアドミラルティ式3胴型水管ボイラーを（圧力300 lbf/in2 (21 kgf/cm2)、温度326.7℃）、タービンはパーソンズ式オール・ギヤード・タービンである。
なお缶室は再び3室となり、また機械室をタービン室と減速機室の2室に区分する2室方式が導入された。機関部は前から缶室を3区画並べ、その後方に補機室、機械室と配置されている。ボイラーの排気は、前部煙突に2缶、後部煙突に1缶分を導設したことから、煙突の太さに差異が生じた。

## 装備

### 砲熕兵器
艦砲としては、上記の通り、従来の英駆逐艦では45口径12cm砲（QF 4.7インチ砲Mk.IX）4門の搭載が基本とされてきた。これに対し、V型嚮導艦の最初期の要求では、45口径12cm砲10門の搭載が求められた。これを元に計画が練られ、第1案として45口径12cm連装砲5基、ヴィッカース 62口径12.7mm4連装機銃2基搭載の案が作成された。一方、第2案として45口径12cm連装砲を4基とし、これに新開発の39口径40mm4連装機銃（QF 2ポンド・ポンポン砲Mk.VII）1基と4連装12.7ミリ機銃2基を組み合わせて装備する案も作成された。更には39口径40mm4連装機銃2基もしくは同8連装1基を搭載する案も作成されたが、この案は重量過大として却下され、最終的には第2案が採択された。
当時の英駆逐艦の艦砲は、いずれも最大仰角40度のMk.XVII砲架を採用しており、両用砲というよりは、限定的な対空射撃も可能な平射砲に近かった。1932年にはB級ブルドッグで最大仰角60度のCP Mk.XIII砲架の試験が行われていたが、成績不良であり装備化は見送られた。また、最大仰角を増すと砲耳を高くしなければならず、砲塔の機構も複雑化し、再装填に機力補助が必要になるため、駆逐艦には不適であるとみなされていた。爆撃機は駆逐艦よりも戦艦などの高価値目標に集中するものと想定されたこともあり、本級の備砲も最大仰角40度に留められることになり、高角砲の搭載は考慮されていなかった。
45口径12cm連装砲としては、QF 4.7インチ砲Mk.XIIがMk.XII砲架と組み合わされて搭載された。砲としては従来のQF 4.7インチ砲Mk.IXと同様だが、2門が1つの砲鞍に取り付けられ、ともに俯仰する。ターボ油圧による機力操縦方式が導入されているほか、各砲に信管調定器が付き、照準鏡も備えられた。また射撃指揮装置としては、対水上用としてはDCT方位盤とAFCC Mk.I射撃盤、対空用としては測距方位盤Mk.IIとFKC Mk.II射撃盤を搭載した。なお従来の英駆逐艦の方位盤では基線長9フィート (2.7 m)の測距儀を装備していたのに対し、本級では初めて12フィート (3.7 m)とされた。

### 水雷兵器
上記の通り砲装を強化する一方、巡洋艦の任務の肩代わりとして計画されたことから、水雷兵器は削減された。従来の英駆逐艦では、アマゾンなどのプロトタイプ艦では21インチ魚雷発射管6門（3連装発射管×2基）、A級以降は8門（4連装発射管×2基）、そしてI級では10門（5連装発射管×2基）と順次に強化されてきたのに対し、本級では4門（4連装発射管1基）と、第一次世界大戦世代と同数まで削減された。この思い切ったトレードオフ開発に対しては、海軍部内でも釈然としない声があったとされている。

### 戦時改修
上記の通り、本級では新開発の45口径12cm連装砲を装備化したものの最大仰角40度では急降下爆撃に対抗困難であり、大戦が勃発すると間もなく、これは対空兵器としては不十分であることが明白になった。1940年5月の決定に基づき、3番砲は45口径10.2cm連装高角砲（QF 4インチ砲Mk.XVI）に換装され、その管制のため285型レーダーを備えたDCTが搭載された。また39口径40mm機銃と62口径12.7mm機銃も近接防空火力としては不十分と判断されたことから1942年までに撤去され、70口径20mm機銃の単装銃架6基が搭載され、うち4基は後に連装化された。
電波兵器の搭載も行われた。まず上記改修と同一時期に対空捜索用の286PQ型レーダーと電子戦支援用の短波方向探知機（HF/DF）および中波方向探知機（MF/DF）が搭載された。またレーダーは、後に早期警戒用の291型レーダーと293型レーダーが搭載されるようになった。
また水雷兵器についても、爆雷の搭載数増加が行われた。

### 兵装・電装の変遷
|          | 初期建造時                                                    | 戦時改修後                                                    | カナダ、新規建造時 ※カユーガ、アサバスカンのみ               | カナダ、DDE改装後                                            | オーストラリア、対潜改装後 ※アランタ、ワラムンガのみ |
| -------- | ------------------------------------------------------------- | ------------------------------------------------------------- | ------------------------------------------------------------ | ------------------------------------------------------------ | ---------------------------------------------------- |
| 兵装     | 45口径12cm連装砲×4基                                          | 45口径12cm連装砲×3基                                          | 45口径10.2cm連装砲×4基                                       | 45口径10.2cm連装砲×2基                                       | 45口径12cm連装砲×2基                                 |
| 兵装     | 45口径12cm連装砲×4基                                          | 45口径10.2cm連装砲×1基                                        | 45口径10.2cm連装砲×4基                                       | 50口径7.6cm連装砲×1基                                        | 45口径10.2cm連装砲×1基                               |
| 兵装     | 39口径40mm4連装機銃×1基                                       | 70口径20mm機銃×10門                                           | 56口径40mm連装機銃×1基                                       | 56口径40mm単装機銃×4基                                       | 56口径40mm連装機銃×1基                               |
| 兵装     | 62口径12.7mm4連装機銃×2基                                     | 70口径20mm機銃×10門                                           | 70口径20mm単装機銃×6基                                       | 56口径40mm単装機銃×4基                                       | 56口径40mm単装機銃×6基                               |
| 兵装     | 533mm4連装魚雷発射管×1基                                      |                                                               |                                                              |                                                              |                                                      |
| 兵装     | Mk.IV 爆雷投射機×2基                                          | Mk.IV 爆雷投射機×2基                                          | Mk.IV 爆雷投射機×2基                                         | スキッド対潜迫撃砲×2基                                       | スキッド対潜迫撃砲×1基                               |
| 兵装     | 爆雷投下軌条×1基                                              |                                                               |                                                              | スキッド対潜迫撃砲×2基                                       | スキッド対潜迫撃砲×1基                               |
| FCS      | DCT方位盤 AFCC Mk.I射撃盤 (対水上用) FKC Mk.II射撃盤 (対空用) | DCT方位盤 AFCC Mk.I射撃盤 (対水上用) FKC Mk.II射撃盤 (対空用) | Mk.6 砲射撃指揮装置×1基 ※カユーガ、アサバスカンのみ搭載      | Mk.6 砲射撃指揮装置×1基 ※カユーガ、アサバスカンのみ搭載      | Mk.III レーダー測距儀×1基                            |
| FCS      | DCT方位盤 AFCC Mk.I射撃盤 (対水上用) FKC Mk.II射撃盤 (対空用) | DCT方位盤 AFCC Mk.I射撃盤 (対水上用) FKC Mk.II射撃盤 (対空用) | n/a                                                          | Mk.63 砲射撃指揮装置×2基 ※カユーガ、アサバスカンでは1基      | n/a                                                  |
| レーダー | －                                                            | 291型 対空捜索用                                              | 291型 対空捜索用                                             | AN/SPS-6C 対空捜索用                                         | n/a                                                  |
| レーダー | －                                                            | 293型 低空警戒・対水上捜索用 ※加海軍艦では1950年代後半に撤去  | 293型 低空警戒・対水上捜索用 ※加海軍艦では1950年代後半に撤去 | 293型 低空警戒・対水上捜索用 ※加海軍艦では1950年代後半に撤去 | SG-1 / SG-4 低空警戒・対水上捜索                     |
| レーダー | －                                                            | 268型 標的識別・航法用                                        | ―                                                            | Sperry Mk.2 航法用                                           | n/a                                                  |
| レーダー | －                                                            | 285型 砲射撃指揮×1基                                          | 275型 砲射撃指揮×1基 ※カユーガ、アサバスカンのみ搭載         | 275型 砲射撃指揮×1基 ※カユーガ、アサバスカンのみ搭載         | 285P型 砲射撃指揮×1基                                |
| レーダー | －                                                            | －                                                            | －                                                           | SPG-34 砲射撃指揮×2基 ※カユーガ、アサバスカンでは1基         | 253P型 IFFトランスポンダ                             |
| ソナー   | 124型                                                         | 144型/144Q型                                                  | 144型/144Q型                                                 | ―                                                            | n/a                                                  |
| ソナー   | 124型                                                         | 147F型                                                        | 147F型                                                       | ―                                                            | n/a                                                  |
| ソナー   | 124型                                                         | －                                                            | －                                                           | 164B型                                                       | n/a                                                  |
| ソナー   | 124型                                                         | －                                                            | －                                                           | SQS-501（162型）                                             | n/a                                                  |
| ソナー   | 124型                                                         | －                                                            | －                                                           | SQS-10                                                       | n/a                                                  |
| 電子戦   | －                                                            | HF/DF                                                         | HF/DF                                                        | HF/DF                                                        | n/a                                                  |

## 同型艦
本級は1935年度計画で7隻、36年度計画で9隻が計画された。1936年に建造が開始され、1938年3月15日に一番艦「アフリディ」が就役した。1939年12月12日までに、全16隻が竣工した。イギリス海軍の艦は大戦を通じて酷使されたため、16隻中12隻が大戦中に失われている。
その後、カナダ海軍向けに8隻、オーストラリア海軍向けに3隻が建造された。オーストラリア海軍やカナダ海軍の艦は第二次世界大戦中に建造が開始されたこともあり、1944年に撃沈された「アサバスカン」以外は全て第二次世界大戦を生き抜いたが、カナダ海軍の艦のうちカナダ国内で建造された4隻は起工時期が1942年以後と遅かったため、実際に就役したのは大戦終結後のことであった。

### イギリス海軍
| #   | 艦名                     | 建造所                          | 起工            | 進水            | 就役            | その後 |
| --- | ------------------------ | ------------------------------- | --------------- | --------------- | --------------- | --- |
| F07 | アフリディ HMS Afridi    | ヴィッカース・ アームストロング | 1936年 6月9日   | 1937年 6月8日   | 1938年 5月3日   | 喪失 1940年5月3日ノルウェーのナムソス沖で独軍機の爆撃により沈没。                                                                                      |
| F51 | アシャンティ HMS Ashanti | ウィリアム・デニー              | 1936年 11月23日 | 1937年 11月5日  | 1938年 12月21日 | スクラップとして売却 1949年4月12日 |
| F67 | ベドウィン HMS Bedouin   | ウィリアム・デニー              | 1937年 1月?     | 1937年 12月21日 | 1939年 3月15日  | 喪失 1942年6月15日地中海のパンテレリア島沖で伊軽巡洋艦ライモンド・モンテクッコリ、エウジェニオ・サヴォイアと交戦し損傷。その後伊軍機の攻撃で沈没した。 |
| F03 | コサック HMS Cossack     | ヴィッカース・ アームストロング | 1936年 6月9日   | 1937年 6月8日   | 1938年 6月7日   | 喪失 1941年10月24日ジブラルタル西方で独潜U563の雷撃で沈没。                                                                                            |
| F75 | エスキモー HMS Eskimo    | ヴィッカース・ アームストロング | 1936年 8月5日   | 1937年 9月3日   | 1938年 12月30日 | スクラップとして売却 1949年6月27日 |
| F20 | グルカ HMS Gurkha        | フェアフィールド                | 1936年 7月6日   | 1937年 7月7日   | 1938年 10月21日 | 喪失 1940年4月9日ノルウェーのスタヴァンゲル沖で独軍機の攻撃により沈没。                                                                                |
| F24 | マオリ HMS Maori         | フェアフィールド                | 1936年 7月6日   | 1937年 9月2日   | 1939年 1月2日   | 喪失 1942年2月12日マルタのグランド・ハーバーで独軍機の空爆により全損。                                                                                 |
| F59 | マシオナ HMS Mashona     | ヴィッカース・ アームストロング | 1936年 8月5日   | 1937年 9月3日   | 1939年 3月28日  | 喪失 1941年5月28日独戦艦ビスマルク追撃戦中にアイルランド南西で独軍機の攻撃により沈没。                                                                 |
| F26 | マタベレ HMS Matabele    | スコッツ                        | 1936年 10月1日  | 1937年 10月6日  | 1939年 1月25日  | 喪失 1942年1月17日バレンツ海で独潜U454の雷撃で沈没。                                                                                                   |
| F31 | モホーク HMS Mohawk      | ソーニクロフト                  | 1936年 7月16日  | 1937年 10月15日 | 1938年 9月7日   | 喪失 1941年4月16日伊駆逐艦ルカ・タリゴの雷撃で沈没。                                                                                                   |
| F36 | ヌビアン HMS Nubian      | ソーニクロフト                  | 1936年 8月10日  | 1937年 12月21日 | 1938年 12月6日  | スクラップとして売却 1949年6月11日 |
| F21 | パンジャビ HMS Punjabi   | スコッツ                        | 1936年 10月1日  | 1937年 12月18日 | 1939年 3月29日  | 喪失 1942年5月1日大西洋で戦艦キング・ジョージ5世に衝突され沈没した。                                                                                   |
| F82 | シーク HMS Sikh          | アレクサンダー・ スティーブンス | 1936年 9月24日  | 1937年 12月17日 | 1938年 10月12日 | 喪失 1942年9月14日トブルク沖で伊軍陸上部隊からの砲撃により沈没。                                                                                       |
| F33 | ソマリ HMS Somali        | スワン・ハンター                | 1936年 8月26日  | 1937年 8月24日  | 1939年 12月12日 | 喪失 1942年9月20日大西洋で独潜U703の雷撃により損傷、24日曳航中に沈没した。                                                                             |
| F43 | ターター HMS Tartar      | スワン・ハンター                | 1936年 8月26日  | 1937年 10月21日 | 1939年 3月10日  | スクラップとして売却 1948年1月6日 |
| F82 | ズールー HMS Zulu        | アレクサンダー・ スティーブンス | 1936年 8月10日  | 1937年 9月23日  | 1938年 9月7日   | 喪失 1942年9月14日トブルク沖で伊軍機の爆撃により沈没。                                                                                                 |

### カナダ海軍
| #           | 艦名                         | 建造所                         | 起工            | 進水            | 就役            | その後                                                               |
| ----------- | ---------------------------- | ------------------------------ | --------------- | --------------- | --------------- | -------------------------------------------------------------------- |
| G89 DDE-217 | イロコイ HMCS Iroquois       | ヴィッカース・アームストロング | 1940年 9月19日  | 1941年 9月23日  | 1942年 12月10日 | スクラップとして売却 1966年                                          |
| G07         | アサバスカン HMCS Athabaskan | ヴィッカース・アームストロング | 1940年 10月31日 | 1941年 11月18日 | 1943年 2月15日  | 喪失 1944年4月29日Ile de Bas北方で独T22型水雷艇T24の雷撃により沈没。 |
| G24 DDE-216 | ヒューロン HMCS Huron        | ヴィッカース・アームストロング | 1941年 7月15日  | 1942年 6月25日  | 1943年 7月28日  | スクラップとして売却 1965年                                          |
| G63 DDE-215 | ハイダ HMCS Haida            | ヴィッカース・アームストロング | 1941年 9月29日  | 1942年 8月25日  | 1943年 9月18日  | カナダ・オンタリオ州ハミルトンにて保存。記念艦 1964年                |
| R10 DDE-214 | ミクマック HMCS Micmac       | ハリファックス造船所           | 1942年 5月20日  | 1943年 9月18日  | 1945年 9月14日  | スクラップとして売却 1964年                                          |
| R96 DDE-213 | ヌートカ HMCS Nootka         | ハリファックス造船所           | 1942年 5月20日  | 1944年 4月26日  | 1946年 8月9日   | スクラップとして売却 1964年                                          |
| R04 DDE-218 | カユーガ HMCS Cayuga         | ハリファックス造船所           | 1943年 10月7日  | 1945年 7月28日  | 1947年 10月20日 | スクラップとして売却 1964年                                          |
| R79 DDE-219 | アサバスカン HMCS Athabaskan | ハリファックス造船所           | 1944年 5月15日  | 1945年 5月4日   | 1947年 1月12日  | スクラップとして売却 1969年                                          |

### オーストラリア海軍
| #   | 艦名                       | 建造所               | 起工            | 進水            | 就役            | その後                                                           |
| --- | -------------------------- | -------------------- | --------------- | --------------- | --------------- | ---------------------------------------------------------------- |
| I30 | アランタ HMAS Arunta       | コッカトゥー島造船所 | 1939年 11月15日 | 1940年 11月30日 | 1942年 4月30日  | スクラップとして売却後、1969年解体地へ曳航中に浸水して沈没した。 |
| I44 | ワラムンガ HMAS Warramunga | コッカトゥー島造船所 | 1940年 2月10日  | 1942年 2月2日   | 1942年 11月23日 | スクラップとして売却 1963年                                      |
| I91 | バターン HMAS Bataan       | コッカトゥー島造船所 | 1940年 11月30日 | 1944年 1月15日  | 1945年 5月25日  | スクラップとして売却 1958年                                      |

## 活動

### 1940年
1940年2月6日、「コサック」は中立国であったノルウェーの領海内までドイツ船「アルトマルク」を追跡し、乗り込んで乗員を殺害した。これをアルトマルク号事件という。4月9日、「グルカ」がノルウェーのスタヴァンゲル沖でドイツ軍機によって撃沈され、5月3日にも「アフリディ」がノルウェーのナムソスからの撤退作戦中にドイツ軍のJu87急降下爆撃機によって沈められた。5月13日、「ベドウィン」、「パンジャビ」、「エスキモー」、「コサック」は第2次ナルヴィク海戦に参加し、「エスキモー」が大破した。

### 1941年
5月、「ソマリ」はドイツの気象通報船「ミュンヘン (München)」を捕獲し、暗号書を手に入れた。同月、「ズールー」、「シーク」、「コサック」、「マオリ」はドイツ戦艦「ビスマルク」の追撃戦に参加し、この作戦中に「マシオナ」がドイツ軍機によって撃沈された。地中海では4月に「モホーク」がイタリア駆逐艦「ルカ・タリゴ」に沈められた。10月、「コサック」がHG74船団護衛中にジブラルタル西方の大西洋でドイツ潜水艦「U563」に雷撃され、曳航中に沈没した。12月、「マオリ」、「シーク」は他の駆逐艦2隻と共にボン岬沖海戦でイタリア軽巡洋艦「アルベルト・ディ・ジュッサーノ」と「アルベリコ・ダ・バルビアーノ」を沈めた。

### 1942年
1月17日に「マタベレ」がバレンツ海でドイツ潜水艦「U454」に撃沈され、2月12日には「マオリ」がマルタで爆撃により喪失。5月には「パンジャビ」が濃霧の中で戦艦「キング・ジョージ5世」に衝突され沈んだ。6月、ハープーン作戦に参加中の「ベドウィン」がイタリア海軍との交戦で損傷、その後空襲で沈没した。9月、「シーク」と「ズールー」がトブルク攻撃時に沈没した。同月、QP14船団を護衛中の「ソマリ」がドイツ潜水艦「U703」に雷撃され大破、「ターター」に曳航されたが4日後に沈没した。これがイギリス海軍のトライバル級の最後の喪失艦であった。

### 1943年
残存していた「アシャンティ」、「エスキモー」、「ヌビアン」、「ターター」は地中海に戻り、サレルノ上陸作戦（アヴァランチ作戦）を支援した。

### 1944年
「エスキモー」、「ヌビアン」、「ターター」はオーバーロード作戦前後の期間イギリス海峡で活動した。4月、「アサバスカン」がイギリス海峡で戦没した。ヨーロッパ方面での海上戦終結後、「エスキモー」、「ヌビアン」、「ターター」はマレー半島沖で活動した。

### 戦後

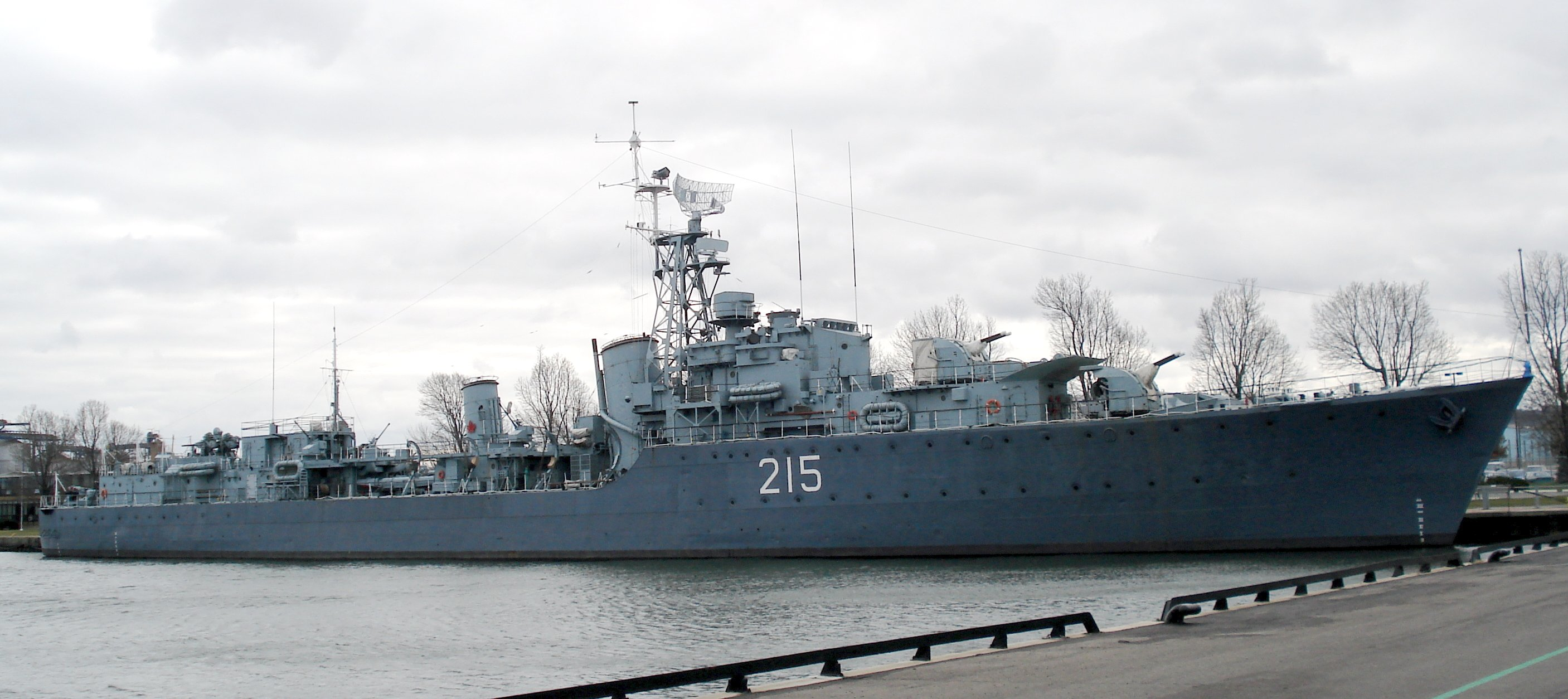
記念館として保存されている「ハイダ」
兵装や電子装備は、DDE改装適用後のものである。

イギリス海軍の残存艦は戦後6年間使われた後スクラップとなった。オーストラリア海軍とカナダ海軍の船は「ミクマック」を除き朝鮮戦争に参加した。
カナダ海軍では、1949年から1950年代前半にかけて残存する7隻全てがDDE改修を受けた。1番・2番砲塔はQF 4インチ Mk.XVI 連装砲、3番砲塔はアメリカ製Mk.33 3インチ連装砲にそれぞれ換装され、4番砲塔を撤去して空いたスペースにはスキッド対潜迫撃砲が2基搭載された。レーダーとソナーの換装も行われ、1960年代前半まで運用が続けられた。退役後も「ハイダ」がカナダのオンタリオ州ハミルトンにて記念館として保存されている。
オーストラリア海軍においても、1950年代初めごろに「アランタ」と「ワラムンガ」の2隻が対潜駆逐艦として改修された。4番砲塔の4.7インチ連装砲を撤去して空いたスペースにスキッド対潜迫撃砲を1基搭載したほか、ソナーとレーダーの換装に伴い、マストを従来の三脚型マストから新型のラティスマストに換装した。この2隻は、1960年代まで運用が続けられた。残る1隻の「バターン」の近代化改修は見送られ、他の2隻よりも早い1958年に退役した。